# Reial Alcàsser de Madrid
El Reial Alcàsser de Madrid fou un edifici de Madrid situat a l'indret on actualment es troba el Palau Reial de Madrid. D'origen una fortalesa musulmana (alcassaba), amb la conquesta de vila es convertí en alcàsser i posteriorment serví com a residència dels Habsburg hispànics, arran de la designació de Madrid com a capital. Això fou així fins al seu incendi i destrucció la revetlla de Nadal de 1734.

## Història

### Orígens

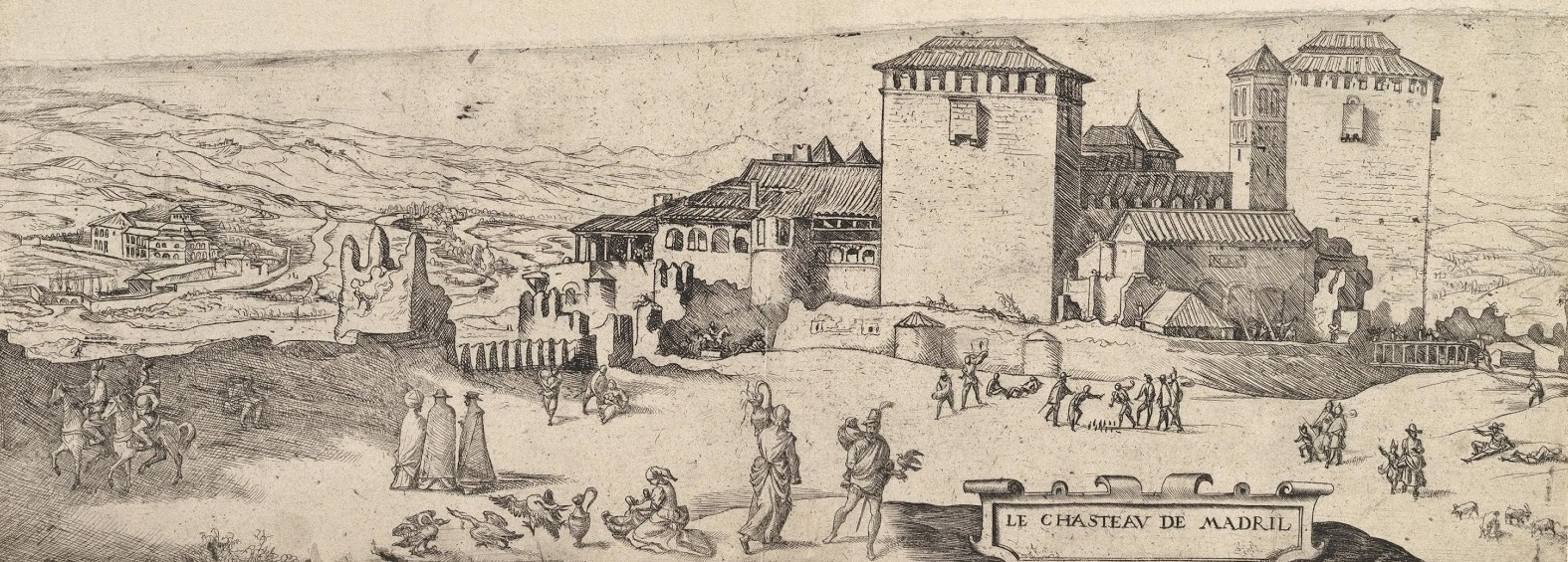
L'alcàsser abans de les grans reformes, l'any 1534

L'alcàsser madrileny tingué els seus orígens en època musulmana. No hi ha moltes referències a Madrid en aquesta època, per bé existeixen diverses teories, una de les més esteses és la de la creació d'un assentament militar i que va anar evolucionant amb els anys a partir de diferents construccions militars. Possiblement, constaria d'una talaia de vigilància i una medina per acollir-hi a la població civil, per qüestions de protecció. Per tant, era el centre de la petita població que llavors representava Madrid, d'on partia l'antiga muralla.

### Conquesta castellana
L'any 1085, durant el regnat d'Alfons VI, Madrid passà a mans castellanes pacíficament, i permeté que les edificacions de la població no sofrissin els efectes bèl·lics. Amb el temps, quan els primers reis hi començaren a fer estada, en el segle xiv, la població començà a canviar el seu caràcter de fortalesa i s'anà adequant als gustos dels monarques. Cada vegada més s'anà convertint en una de les seus favorites dels Trastàmara, on se celebraren a vegades Corts de Castella o el casament d'Enric IV i Joana de Portugal.
Les primeres reformes de les quals es tenen referència escrita són de 1434, durant el regnat de Joan II. La reforma es realitzà per tal d'alliberar espai a l'ala est. Es conservà l'organització en planta quadrada amb el pati al centre, torres quadrades a les cantonades i semicirculars en els llenços.
Durant la Guerra Civil castellana fou capturat per Diego López Pacheco, marquès de Villena, aliat de Joana la Beltraneja, fins al 1477, en què fou recuperat pels Reis Catòlics i on s'establiren durant llargues temporades.

### Període Habsburg

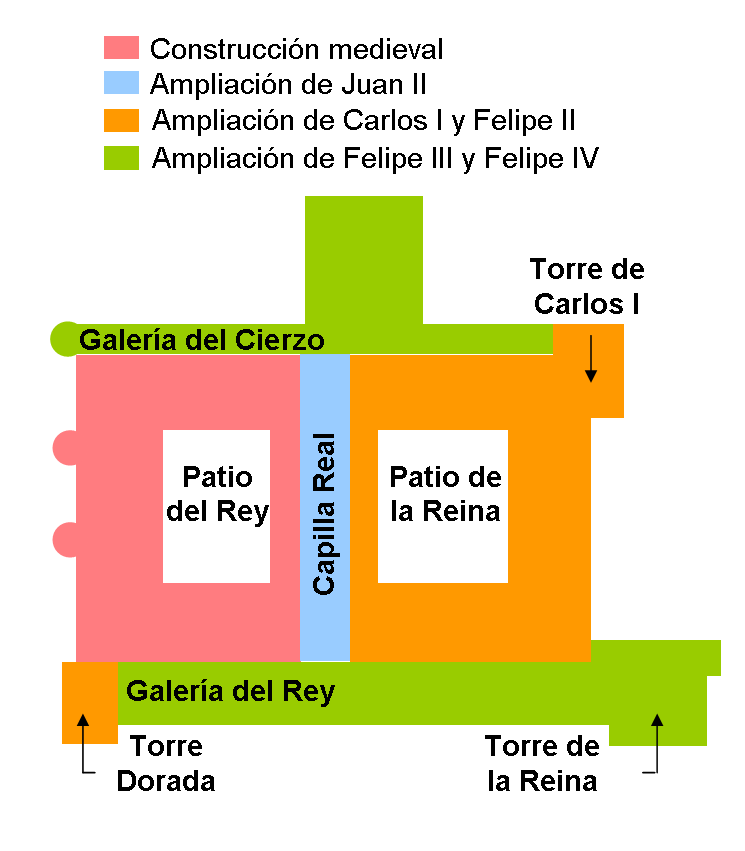
Evolució de l'alcàsser en la seva història

Els Habsburg feren reformes i ampliacions de l'alcàsser en diverses ocasions.
La primera reforma important la manà realitzar Carles I el 1537 a Luis Vega i Alonso de Covarrubias. Es dugué a terme una remodelació interna de l'estructura, la regularització del pati central —el del rei— i la construcció d'un nou pati —de la reina— a l'altra banda de la capella central; a més a més, va donar-li un nou estil renaixentista més acord a l'època. Al final de l'ampliació, l'alcàsser ocupava el doble d'espai que abans i s'hi havia fet una nova façana al sud flanquejada per dues torres.
Durant el regnat de Felip II, en què s'estableix la capitalitat de Madrid el 1561, el palau pren una nova funció, que fou la d'acollir la burocràcia i serveis de govern de la vila i la cort. Així doncs, la primera planta començarà a adequar-se per aquests usos. A més a més, cal destacar també l'aparició de les noves cases i departaments dedicats als membres de la família reial. Sembla que en les obres d'adequació de l'alcàsser a aquests usos, no anà conjuntament amb el seu embelliment, tot i que sí que es feren obres de conservació i restauració.
El 1605 Felip III va retornar la capital a Madrid. Amb motiu de celebració de tal esdeveniment, la vila va realitzar una nova estança per a la reina i una nova façana més regular i simètrica d'acord amb els gustos de l'època de començaments del barroc, fetes per Francisco de Mora. L'obra s'inicià el 1608 i s'allargà durant anys fins a la dècada del 1630, en què s'executaren diverses obres a part de les esmentades, amb nombroses modificacions del projecte inicial, com la millora de la façana per a donar-li un toc més urbà de Juan Gómez de Mora. A partir de llavors, Felip IV abandonà l'activitat constructiva del Palau del Buen Retiro fins a 1639, en què tornà a fer reformes, aquesta vegada en els interiors. Durant el regnat de Carles II s'acaba totalment la façana.
Al final del regnat de Felip IV i durant el de Carles II, malgrat que exteriorment el palau havia canviat, interiorment continuava tenint la seva estructura antiga d'origen medieval. Es conservaven encara moltíssims passadissos i corredors que connectaven l'alcàsser subterràniament amb dependències de l'exterior, permetent els moviments dels cortesans amb discreció.

## Destrucció
El dia de la revetlla de Nadal de l'any 1734, regnant ja el primer Borbó Felip V, es produí un incendi en l'habitació del pintor de la cort Jean Ranc, probablement a causa del foc encès d'una xemeneia que s'havien deixat uns mossos de palau i que començà a cremar cortines, i moltíssims dels elements de fusta que componien l'alcàsser, on s'incloïa la mateixa estructura. Segons el relat de Félix de Salabert, es va donar l'alarma vers mitjanit, però pel clima festiu de la nit no s'hi va donar una resposta immediata i el repic de campanes que tocaven a foc foren confosos. Tanmateix, en saber-se la presència del foc, el personal de palau començà a intentar salvar tots els tresors que hi havia dins de l'alcàsser: or, plata, joies, l'aixovar dels infants, etc.
El més valuós eren les pintures que conformaven part de la col·lecció reial des de l'època de Carles I i Felip II: obres de Ticià, Tintoretto, Ribera, Dürer, Leonardo… també nombroses obres de l'època de Felip IV, principalment de Velázquez i Rubens; i de Carles II, amb autors com Lucas Jordán, Coello i Carreño de Miranda. Es cremaren un total de 500 llenços, entre molts altres elements artístics, però se salvaren 1.038. Cal destacar que no es deixà participar la població de Madrid en l'extinció de l'incendi per por al saqueig, només ho feren uns frares del convent de Sant Gil.
L'alcàsser cremà durant quatre dies i quedà reduït a runes. Felip V, a qui mai li havia agradat el vell alcàsser dels Àustries i s'havia instal·lat al Buen Retiro, feu edificar a sobre d'aquell solar un nou palau en el pur estil del Palau de Versalles.